# Cheilotrichia (Cheilotrichia) palauensis
Cheilotrichia (Cheilotrichia) palauensis is een tweevleugelige uit de familie steltmuggen (Limoniidae). De soort komt voor in het Australaziatisch gebied.